# Ehrenpromotion 2017/18
Die Ehrenpromotion 2017/18 war die 104. Spielzeit in der zweithöchsten luxemburgischen Spielklasse im Fußball der Männer. Sie begann am 20. August 2017 und endete planmäßig mit dem letzten Spieltag am 18. Mai 2018.

## Tabelle
| Pl.               | Verein                      | Sp. | S  | U | N  | Tore    | Diff. | Punkte |
| ----------------- | --------------------------- | --- | -- | - | -- | ------- | ----- | ------ |
| 1.                | Etzella Ettelbrück          | 26  | 21 | 1 | 4  | 063:240 | +39   | 64     |
| 2.                | US Rümelingen (A)           | 26  | 20 | 2 | 4  | 057:280 | +29   | 62     |
| 3.                | UN Käerjéng 97 (A)          | 26  | 17 | 2 | 7  | 071:380 | +33   | 53     |
| 4.                | Swift Hesperingen           | 26  | 13 | 5 | 8  | 055:460 | +9    | 44     |
| 5.                | FC Wiltz 71                 | 26  | 13 | 3 | 10 | 062:350 | +27   | 42     |
| 6.                | Union Mertert-Wasserbillig  | 26  | 12 | 3 | 11 | 042:370 | +5    | 39     |
| 7.                | FC Blue Boys Muhlenbach (N) | 26  | 10 | 5 | 11 | 039:470 | −8    | 35     |
| 8.                | FC Jeunesse Canach (A)      | 26  | 10 | 4 | 12 | 045:570 | −12   | 34     |
| 9.                | US Sandweiler               | 26  | 9  | 5 | 12 | 036:420 | −6    | 32     |
| 10.               | FC 72 Erpeldingen (N)       | 26  | 9  | 3 | 14 | 039:500 | −11   | 30     |
| 11.               | FC Mamer 32                 | 26  | 7  | 4 | 15 | 042:560 | −14   | 25     |
| 12.               | FF Norden 02                | 26  | 7  | 3 | 16 | 038:620 | −24   | 24     |
| 13.               | CS Grevenmacher (R)         | 26  | 6  | 5 | 15 | 024:500 | −26   | 23     |
| 14.               | Union 05 Kayl/Tétange (N)   | 26  | 3  | 5 | 18 | 033:740 | −41   | 14     |
| Stand: Saisonende |                             |     |    |   |    |         |       |        |

| (A) | Absteiger aus der BGL Ligue                                   |
| (R) | Verbleib in der Ehrenpromotion durch Gewinn der Barragespiele |
| (N) | Neuaufsteiger aus den 1. Divisionen                           |

## Relegation BGL Ligue / Ehrenpromotion
| Paarung          | Victoria Rosport – UN Käerjéng 97 |
| Ergebnis         | 2:0 (0:0) |
| Datum            | 25. Mai 2018 um 19:30 Uhr |
| Stadion          | Stade Achille Hammerel, Luxemburg |
| Zuschauer        | 1723 |
| Schiedsrichter   | Kopriwa – Ries, Da Silva |
| Tore             | 1:0 Lascak (84.), 2:0 Heinz (88., FE) |
| Victoria Rosport | Bürger – Brandenburger, Heinz, Feltes, Dücker – Gaspar, Bartsch, Marques (72. Kurz), Hartmann – Weirich (90. Malheiro Martins), Lascak (90. Valente Soares) Cheftrainer: Rene Roller |
| UN Käerjéng 97   | Ottelé – N. Ewert, Dutot, Fernandes, Hess – T. Ewert (73. Dublin), Skrijelj, Alunni, Cassan – Bourgeois, Baier Cheftrainer: David Zenner                                             |

## Relegation Ehrenpromotion / 1. Division
| Paarung                   | FF Norden 02 – FC Koeppchen Wormeldingen |
| Ergebnis                  | 1:4 (0:1) |
| Datum                     | 23. Mai 2018 um 19:30 Uhr |
| Stadion                   | Stade Jean Donnersbach, Lintgen |
| Zuschauer                 | 1089 |
| Schiedsrichter            | Krueger – Mateus, Silva |
| Tore                      | 0:1 Neves Correia (39.), 0:2 Polidori (57.), 0:3 Mroch (65.), 0:4 Polidori (85.), 1:4 Nurkovic (90.+1')                                                                                                 |
| FF Norden 02              | C. Rickal – Nurkovic, Kopecky, Yougbare, Mendes – C. Jans (67. Brito Oliveira), Biwer, Hentz (46. Schroeder), Majeres (58. Dongala) – Mhibik, Alili Cheftrainer: Jean-Claude Freichel                   |
| FC Koeppchen Wormeldingen | Martins Fontes – Merkes, San Andres, Rosa Batista, Herbrink – Neves Correia (81. Marques Ferreira), Ferreira Coimbra, Sinner, Bonsignore – Mroch (90. Gomes Nunes), Polidori Cheftrainer: Adis Omerovic |

| Paarung          | FC Mamer 32 – FC Lorentzweiler |
| Ergebnis         | 1:0 (0:0) |
| Datum            | 24. Mai 2018 um 19:30 Uhr |
| Stadion          | Stade Albert Berchem, Kehlen |
| Zuschauer        | 1.296 |
| Schiedsrichter   | Torres – Becker, Da Silva |
| Tore             | 1:0 Barbosa Dos Santos (90.+1') |
| FC Mamer 32      | Federspiel – Adrovic (83. Rizvani), Marxen, Lehnen, Sacko – Plein, Baizidi, Teixeira, Simon – Sabanadzovic, Barbosa Dos Santos (90.+3' Barthels) Cheftrainer: Antonio Coimbra |
| FC Lorentzweiler | Mersch – Funck, Babacic, Simoes, Leesch – Sucio, Lopes, Neves, Kettenmeyer (72. Sanches) – Da Rocha, Hamouni Cheftrainer: Jérôme Bigard                                       |

## Torschützenliste
| Pl. | Spieler           | Mannschaft         | Tore |
| --- | ----------------- | ------------------ | ---- |
| 1.  | Jules Diallo      | US Rümelingen      | 18   |
| 1.  | Mefail Kadrija    | Etzella Ettelbrück | 18   |
| 3.  | El Hadj Fine Bop  | US Sandweiler      | 17   |
| 3.  | Jacky Mmaee       | FC Wiltz 71        | 17   |
| 5.  | Olivier Mukendi   | Jeunesse Canach    | 15   |
| 6.  | Thibaut Bourgeois | UN Käerjéng 97     | 14   |

## Trainerwechsel
| Datum             | Verein                  | Tabellenplatz | Trainer              | Grund      | Nachfolger                                  |
| ----------------- | ----------------------- | ------------- | -------------------- | ---------- | ------------------------------------------- |
| 21. August 2017   | CS Grevenmacher         | 14.           | Manuel Peixoto       | Rücktritt  | Carlo Trierweiler                           |
| 31. Oktober 2017  | Union 05 Kayl/Tétange   | 12.           | Yannick Leroy        | Rücktritt  | Augusto Dias Martins                        |
| 29. November 2017 | Jeunesse Canach         | 6.            | Georges Menster      | Entlassung | Olivier Cinancanelli                        |
| 21. Februar 2018  | FC Blue Boys Muhlenbach | 8.            | Paulo Gomes          | Entlassung | Fahrudin Kuduzovic (Interim bis Saisonende) |
| 23. März 2018     | CS Grevenmacher         | 12.           | Carlo Trierweiler    | Entlassung | Herbert Herres                              |
| 9. April 2018     | UN Käerjéng 97          | 3.            | Jean-Marc Klein      | Entlassung | David Zenner (Interim bis Saisonende)       |
| 17. April 2018    | Union 05 Kayl/Tétange   | 14.           | Augusto Dias Martins | Rücktritt  | Mersudin Licina (Interim bis Saisonende)    |
| 8. Mai 2018       | FC Mamer 32             | 11.           | Andrea Fiorani       | Rücktritt  | Antonio Coimbra (Interim bis Saisonende)    |
| Stand: Saisonende |                         |               |                      |            |                                             |

## Stadien
| CS Grevenmacher                   |
| --------------------------------- |
| Op Flohr-Stadion Kapazität: 4.062 |
|                                   |

| Name                    | Stadt          | Verein                     | Kapazität |
| ----------------------- | -------------- | -------------------------- | --------- |
| Op Flohr-Stadion        | Grevenmacher   | CS Grevenmacher            | 4.062     |
| Centre Sportif du Deich | Ettelbrück     | Etzella Ettelbrück         | 4.020     |
| Stade Alphonse Theis    | Hesperingen    | Swift Hesperingen          | 4.000     |
| Stade Municipal         | Rümelingen     | US Rümelingen              | 2.950     |
| Käerjenger Dribbel      | Niederkerschen | UN Käerjeng 97             | 2.500     |
| Stade Am Poetz          | Wiltz          | FC Wiltz 71                | 2.200     |
| Stade de la Sure        | Wasserbillig   | Union Mertert-Wasserbillig | 1.800     |
| Stade Francois Trausch  | Mamer          | FC Mamer 32                | 1.750     |
| Stade Auf dem Kiemel    | Weiswampach    | FF Norden 02               | 1.700     |
| Stade Victor Marchal    | Tetingen       | Union 05 Kayl/Tétange      | 1.500     |
| Stade Mathias Mamer     | Luxemburg      | FC Blue Boys Muhlenbach    | 1.096     |
| Stade Rue de Lenningen  | Canach         | FC Jeunesse Canach         | 1.000     |
| Stade Norbert Hubsch    | Sandweiler     | US Sandweiler              | 1.000     |
| Stade An der Trell      | Erpeldingen    | FC 72 Erpeldingen          | 1.000     |